# Ksabi
Ksabi è un comune dell'Algeria, situato nella Béni Abbès.